# Rigsrådet (Sverige)
Riksrådet eller Det svenska rådet var en slags regering, som siden Middelalderen (sammen  med kongen) udgjorde den svenske regering (riksstyrelsen).
Rigsrådet havde også en mellemstilling mellem Riksdagen (rigets stænder) og kongen, men rådet havde dog forskellige opgaver i tidens løb.

## 1700-tallet
I 1700-tallet fungerede Rigsrådet både som regering og som højesteret. 
I 1772 blev det bestemt, at Rigsrådet skulle have 17 medlemmer, heraf skulle de syv være jurister (lagfarna). Disse syv jurister udgjorde justitierevisionen, der var Sverige-Finlands højesteret. 

## Opløsning
I 1789 fik kongen ret til at fastsætte antallet af medlemmer i Rigsrådet. Den 15. maj 1789 bestemte kongen, at der skulle være nul medlemmer i Rigsrådet. Dermed var rådet opløst. 

## Ny regering
Efter opløsning af rådet i 1789 blev dets politiske og administrative opgaver overtaget af Rikets allmänna ärendens beredning, der frem til 1840 var Sveriges vigtigste administrative organ.
Enevælden blev afskaffet i 1809, og den politiske ledelse af landet blev ovetaget af regeringen.

## Ny højesteret
Efter opløsning af rigsrådet i 1789 blev justitierevisionens opgaver overtaget af den nyoprettede Högsta domstolen.

## Finlands rigsråd (senat)
I 1809 blev Finland afstået til Rusland. Kejser Alexander 1. af Rusland besluttede, at Finland skulle have sit eget rigsråd. Landdagen i Borgå bestemte, at kun finske borgere kunne var medlemmer af rigsrådet. Som regel var det dog russere, der blev udnævnt til generalguvernører.
Det finske rigsråds første navn var Regeringskonseillet. Fra 1816 kom rådet til at hedde Det kejserlige senat for Finland. Senatets politiske afdeling (økonomidepartementet) fungerede som Finlands regering, mens senatets juridiske afdeling (justitsdepartementet) var landets højesteret. 
Det finske senat blev afskaffet i 1919.